# 華漾科技
華漾科技股份有限公司（英語：WeFX Studio）
2014年4月成立，由台灣原創動畫公司起家，兼具動畫創意與後製技術優勢，致力於廣告與電影特效的設計團隊。
主要成員來自鴻海集團董事長郭台銘之子郭守正的首映創意（SOFA Studio），曾製作過電影《樓下的房客》超前導預告特效、電影《等一個人咖啡》特效、第25屆金曲獎頒獎典禮視覺影像設計……等。董事長為安邁進國際影業創辦人崔震東。

## VFX作品
1. ChangAn Automobile - V7 Young
2. Citroen C3-XR_City Escape
3. 等一個人咖啡 Cafe.Waiting.Love  [2]
4. Hualien Logo Animation
5. 2014 Disney Junior Ident  [3]
6. WeFX Studio Showreel 2014
7. 金曲25 GMA 2014  [4]
8. 2013 Disney Junior Ident